# Ursprungsmärkning
Ursprungsmärkning innebär att det tydligt anges på en förpackning varifrån olika delar i en produkt kommer.

## Livsmedel
Enligt EU-reglerna om obligatorisk ursprungsmärkning så ska det bland annat framgå i vilket slakteri och eventuellt vilken styckningsanläggning (anläggningens nummer) som en färsk eller fryst nötköttsprodukt är slaktad respektive styckad vid.

### Sverige
Från och med den 1 mars 2025 måste restauranger och storhushållsverksamheter i Sverige kunna uppge ursprungsland för kött från nöt, gris, får, get och fjäderfä på kunders begäran. Produkter som är bearbetade eller sammansatta av olika ingredienser, som hamburgare som verksamheten köper in färdiglagade och korvar, omfattas inte av reglerna. Ursprungsland behöver bara lämnas ut på plats och på begäran, alltså inte nödvändigtvis på webbplatser, i appar eller på menyer.